# Eventyrrejsen
Eventyrrejsen är en dansk komedifilm från 1960 i regi av Ole Berggreen. I huvudrollerna ses Annie Birgit Garde, Frits Helmuth, Bodil Udsen, Preben Mahrt, Vera Stricker, Palle Huld och Grete Frische.

## Rollista i urval
- Asbjørn Andersen - Prokurist Smith
- Else Marie Hansen - Tulle, prokuristens hustru
- Preben Mahrt - Artisten Edward
- Vera Stricker - Lydia, artistens partner
- Elith Pio - Lektor Adam Hansen
- Paula Illemann Feder - Lektorns hustru
- Knud Hallest - Disponent Bertelsen
- Bodil Udsen - Disponentens hustru
- Jørn Jeppesen - Bokhållare Frederiksen
- Hannah Bjarnhof - Frederiksens hustru
- Annie Birgit Garde - Marianne Berg, korrespondent
- Henry Nielsen - Gartner Jørgensen
- Ebba Amfeldt - Jørgensens hustru
- Frits Helmuth - Gustav Hollstrøm
- Grete Frische - Norma
- Karen Lykkehus - Dagny
- Jessie Rindom - Änkefru Henningsen
- Hanne Winther-Jørgensen - Gudrun, änkefruns dotter
- Palle Huld - Reseledare Christensen
- Sonja Wigert - Monica